# Löhr & Becker
Die Löhr & Becker Aktiengesellschaft (Eigenschreibweise: LÖHR & BECKER, gegründet als „Löhr & Becker, Coblenz“) ist eine der nach Umsatz zehn größten Automobil-Handelsgruppen in Deutschland. Sie betreibt 35 operative Autohäuser der Marken Volkswagen, Volkswagen Nutzfahrzeuge, Audi, Porsche, Škoda sowie Seat und Cupra an 14 Standorten in Rheinland-Pfalz, Nordrhein-Westfalen und Hessen, der Hauptsitz befindet sich in Koblenz. Im Jahr 2016 erzielte das Unternehmen nach eigenen Angaben einen Umsatz von 569 Mio. Euro.

## Geschäftsmodell
Der Konzern handelt und vermietet Kraftfahrzeuge der Marken Volkswagen, Volkswagen Nutzfahrzeuge, Audi, Porsche, Škoda,  Seat und Cupra, handelt mit Kraftfahrzeugersatzteilen und -zubehör und betreibt Kraftfahrzeug-Reparaturwerkstätten an den Standortschwerpunkten Koblenz, Trier, Mainz und Meckenheim.

## Geschichte
Carl Löhr und Otto Becker gründeten im Jahr 1892 die Firma Löhr & Becker, Coblenz, sie verkauften Fahrräder und schulten Radfahrer. Ab 1900 vertrieben sie Kraftwagen der Frankfurter Adlerwerke und stellten Führerscheine aus. 1911 wurden in der neu gebauten Halle Ecke Löhr- und Bahnhofstraße Karosserien nach Kundenwunsch und in den Folgejahren Verpflegungs- und Munitionswagen für die kaiserliche Armee montiert, nach bisherigen Erkenntnissen gibt es keinen Zusammenhang zwischen dem Straßennamen Löhrstraße und dem Gründer Carl Löhr.
Nach dem Ersten Weltkrieg nahm das Unternehmen Buick und Chevrolet ins Verkaufsprogramm, für Industrie und Gewerbe Lastkraftwagen von MAN und Büssing.
Nach der Zerstörung des Betriebs im Zweiten Weltkrieg reparierte das Unternehmen Lastkraftwagen im Auftrag der französischen Besatzungsmacht. 1948 wurde das Unternehmen Volkswagen-Vertragsgroßhändler, ab 1951 übernahm Löhr & Becker den Vertrieb für Porsche – rund 30 Händler wurden beliefert, im Jahr 1954 wurde die Betriebsstätte in Andernach gegründet.
In den 1960er-Jahren expandierte das Unternehmen weiter, das spätere Volkswagen Zentrum Koblenz entstand 1961 in Koblenz-Lützel, auf der rechten Rheinseite wurde 1967 das Autohaus Löhr Automobile Braubach gebaut, 1970 folgte Löhr Automobile Höhr-Grenzhausen. 1973 wurde das Auto-Union-Autohaus Georg Speith in das Unternehmen eingegliedert und damit das Markenspektrum um einen weiteren Fahrzeughersteller (später Audi) erweitert.
Das Autohaus Vornberger in Bad Neuenahr-Ahrweiler wurde 1982 dem wachsenden Konzern hinzugefügt, 1983 kam der Werkstattbetrieb Höfels in Bad Breisig hinzu. 1988 wurden das Porsche Zentrum Koblenz und das weltweit erste Audi Zentrum in Koblenz gebaut und in Betrieb genommen.
Im Jubiläumsjahr zum 100-jährigen Bestehen gründete Löhr & Becker 1992 mit Koblenzer Automobilhändlern das Volkswagen Nutzfahrzeugzentrum Koblenz. 1994 wurde das Autohaus Thomas in Neuwied übernommen. Das Autohaus Gessner wurde im Oktober 1997 eingegliedert und seitdem unter dem Namen Löhr Automobile Daun betrieben. Im Jahr 1998 wurde das Autohaus Lohrer in Bendorf übernommen.
Das Autohaus Junk mit vier Betriebsstätten in Trier wurde im Jahr 2001 in den Konzern eingegliedert, 2002 eröffnete Löhr & Becker das Autohaus Nahetal in Idar-Oberstein und es erfolgte die Umfirmierung der Löhr & Becker GmbH & Co. KG zur Löhr & Becker Aktiengesellschaft. 2003 erfolgte die Eröffnung des Autohauses Skoda Löhr & Becker, 2004 wurde die Auto-Kraft GmbH in Mainz übernommen sowie das heutige Volkswagen Zentrum Trier gebaut und eröffnet. im Jahr 2006 wurde die Gesellschaft e+h müller Kraftfahrzeuge in Worms in den Konzern eingegliedert.
Im Jahr 2007 erfolgte die Integration von Toyota Löhr Automobile Koblenz und des Lexus Forum Koblenz in das Unternehmen, 2008 wurden das Autohaus Toyota Löhr Automobile Wiesbaden und das Lexus Forum Wiesbaden eröffnet, der Händlervertrag mit Porsche in Mainz abgeschlossen und die Löhr Sportfahrzeuge Vertriebs GmbH in Mainz gegründet. Im selben Jahr erfolgte der erste Spatenstich zur Löhr Automeile in Mainz.
2009 wurden die Standorte Bad Breisig, Adenau und Braubach geschlossen, das Porsche Zentrum Mainz und das Toyota Forum Mainz wurden auf der Löhr Automeile Mainz eröffnet. Im April 2010 wurde die Löhr Automeile in Mainz fertiggestellt, das Audi Zentrum Mainz und das Volkswagen Zentrum Mainz wurden auf der Automeile eröffnet. Ebenfalls im Jahr 2010 erfolgte die Integration der Autohauses Pretz GmbH in Koblenz-Horchheim in die Autohandelsgruppe, als insgesamt 26. Betriebsstätte.
Im Januar 2014 wurde der Vertrieb von Lexus eingestellt und in den Räumlichkeiten das Škoda Zentrum Wiesbaden in Betrieb genommen.
Zum 1. November 2015 wurde Toyota Löhr Automobile Mainz geschlossen und in der Liegenschaft das neue Gebrauchtwagen-Zentrum Mainz in Betrieb genommen; am 31. Dezember 2015 wurde Toyota Löhr Automobile Wiesbaden ebenfalls geschlossen.
Seit dem 1. Januar 2016 gehört das Autohaus Kempen in Meckenheim mit vier Marken sowie dem Karosserie- und Lack-Zentrum ebenfalls zur LöhrGruppe, mit der Übernahme wurde die Marke Seat in das Portfolio aufgenommen.
Zum 1. Februar 2016 wurde auf dem Gelände des Volkswagen Zentrum Koblenz zusätzlich der Vertrieb der Marke Seat aufgenommen, mit dem 31. Mai endete der Handelsvertrag mit Toyota und Toyota Löhr Automobile Koblenz wurde geschlossen. Am 1. Dezember 2016 begann der Vertrieb der Marke Seat am Standort Neuwied.
Zum 1. März 2017 wurde der Vertrieb der Marke Seat in Wiesbaden aufgenommen, am 1. März 2017 wurde der deutschlandweit erste Volkswagen Economy Servicestützpunkt in Bad Neuenahr-Ahrweiler neu eröffnet.
Zum 1. Januar 2021 erwarb Löhr & Becker die Mehrheitsbeteiligung an der Rittersbacher Sportwagen GmbH, der Bau des neuen Porsche Zentrums Kaiserslautern begann.

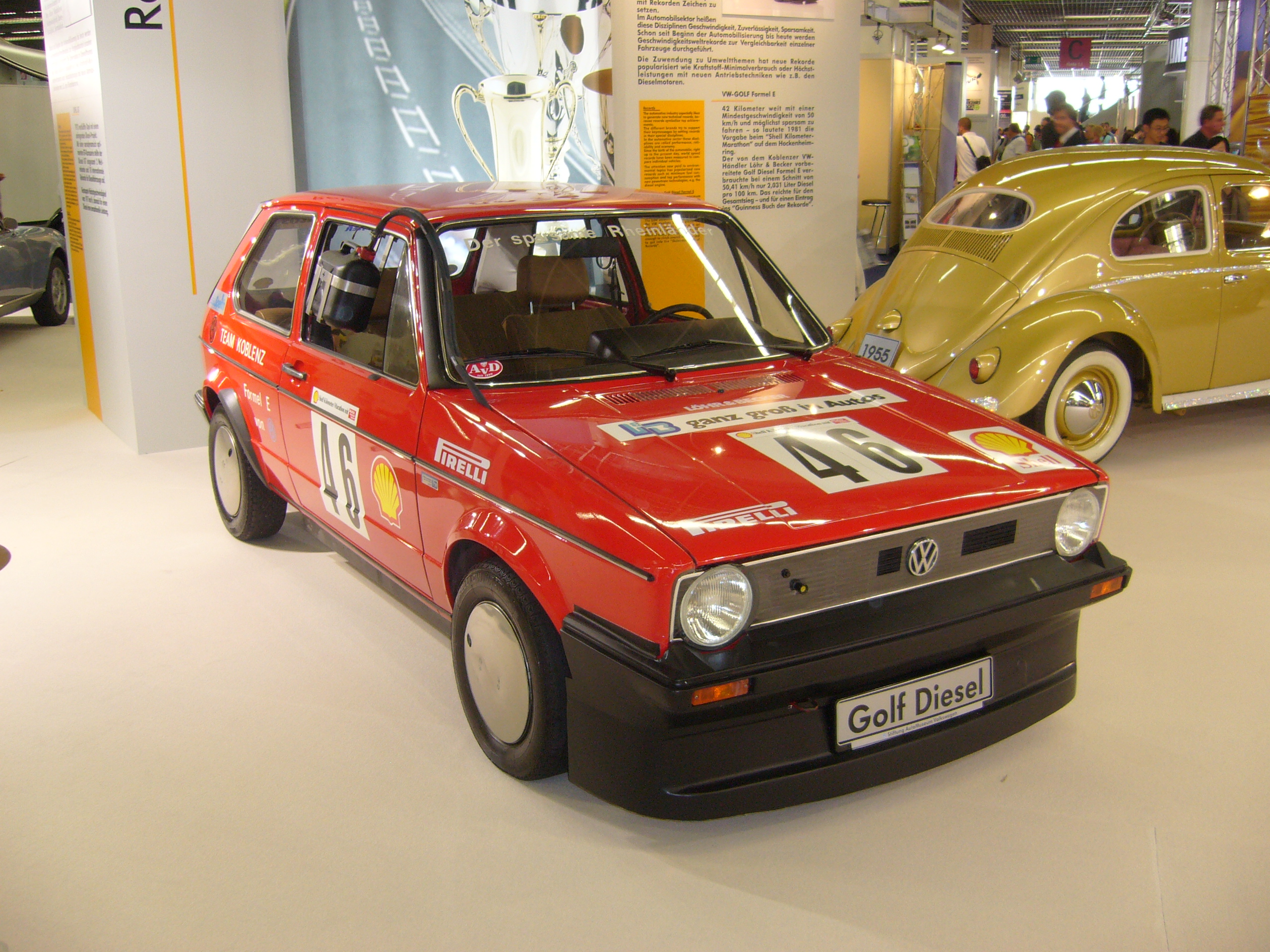
Rekordfahrzeug VW Golf Diesel E (1981) von Löhr & Becker

## Rennerfolge

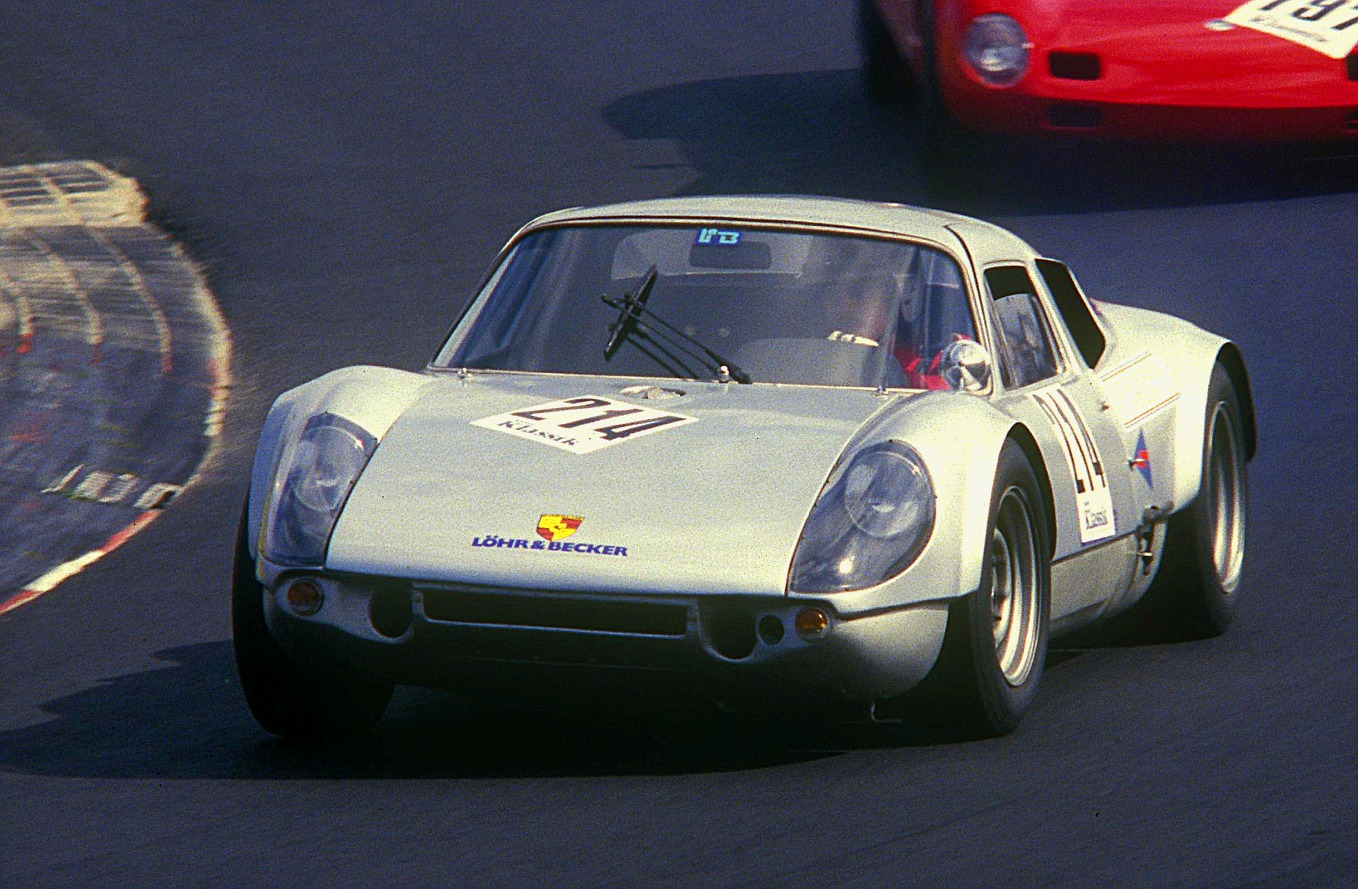
Porsche 904-6 von Löhr & Becker beim Oldtimer-Grand-Prix 1986

- 1937 wurde Otto Löhr beim 24-Stunden-Rennen von Le Mans zusammen mit Paul von Guilleaume Vierter auf Adler Trumpf Rennlimousine in der Klasse bis 2,0 l Hubraum und Neunter in der Gesamtwertung[6]
- 1938 wurde Otto Löhr mit seinem Teamkollegen Paul von Guilleaume beim 24-Stunden-Rennen von Le Mans Sieger in der Klasse bis 1,5 l Hubraum auf Adler Trumpf Rennlimousine[7] und insgesamt Siebter.
- 1981 siegte der VW Golf Diesel E von Löhr & Becker beim Shell Eco Marathon mit einem Verbrauch von 2,031 l/100 km und erhielt damit einen Eintrag als sparsamstes Serienauto der Welt in das Guinness-Buch der Rekorde[8]
- 1992 siegte das Porsche Zentrum Koblenz beim Porsche Carrera Cup[9] (Uwe Alzen)
- 1993 wurde das Porsche Zentrum Koblenz Vizemeister beim Porsche Carrera Cup[9] (Altfrid Heger)
- 1996 siegte das Audi Zentrum Koblenz beim ADAC Super Tourenwagen Cup 1996[10] im Audi A4 quattro (Emanuele Pirro)
- 1996 gewann das Porsche Zentrum Koblenz den Porsche Carrera Cup[9](Ralf Kelleners)
- 2000 siegte das Porsche Zentrum Koblenz mit Phoenix Racing[11][12] beim 24-Stunden-Rennen auf dem Nürburgring (Uwe Alzen, Bernd Mayländer, Michael Bartels und Altfrid Heger auf einem Porsche 996 GT3 R)
- 2000 wurde Harald Thönnes Vizemeister im Veedol Langstreckenpokal auf VW Polo 16V in der Klasse N1 und stellte dabei den Rekord von 13 Siegen in Folge ein (Dirk Adorf)[13]
- 2000 wurde Thomas Henkel Vizemeister im ADAC Lupo Cup[14]